# جایزه آکادمی برای دانشجویان فیلم‌ساز
جایزه آکادمی برای دانشجویان فیلم‌ساز (انگلیسی: Student Academy Awards) یا اسکار فیلم‌سازان دانشجو جایزه‌ای است که همه‌ساله توسط آکادمی علوم و هنرهای سینما به فیلم‌سازانی که مشغول تحصیل در دانشگاه یا دانشکده باشند، اهدا می‌شود.
این جایزه در سال ۱۹۷۳ میلادی پایه‌گذاری شد و نامش در آغاز، «جایزه فیلم دانشجویی» بود که نام فعلی‌اش، از سال ۱۹۹۱ به‌بعد، تغییر یافته است.
این جایزه در ۴ شاخه هنری ارائه می‌شود: فیلم تجربی، فیلم مستند، انیمیشن و فیلم داستانی که در هر کدام، نشان‌های طلا، نقره و برنز به همراه ۵۰۰۰ دلار، ۳۰۰۰ دلار و ۲۰۰۰ دلار اعطا می‌شود.
برخی از فیلم‌سازانی که در دوران دانشجویی موفق به کسب این جوایز شدند عبارتند از: رابرت زمکیس، باب سگت، اسپایک لی، تری پارکر، جان لستر و گرگ مارکس